# Доризас, Михалис
Миха́лис До́ризас (греч. Μιχάλης Δώριζας; 16 апреля 1886, Константинополь — 21 октября 1957, Филадельфия, Пенсильвания) — греческий легкоатлет, переводчик, серебряный призёр летних Олимпийских игр 1908.

## Биография
На внеочередной Олимпиаде 1906 в Афинах Доризас стал бронзовым призёром в кидании камня, однако эта награда не считается официальными, так как соревнования организовывал не Международный олимпийский комитет.
На Олимпиаде 1908 в Лондоне Доризас стал серебряным призёром в метании копья вольным стилем. Также он стал пятым в метании диска греческим стилем, а в толкании ядра и метании диска вольным способом его точные результаты неизвестны.
На следующий Играх 1912 в Стокгольме Доризас стал 11-м в толкании ядра и 13-м в метании диска.
Получив степень магистра в области философии в 1915 году, преподавал географию в университете Пенсильвании в США, стал доктором наук. Участник Первой мировой войны, служил в качестве переводчика в армии США во Франции. Позже трижды совершил поездки вокруг света. Используя свои знания турецкого языка, был переводчиком на Парижской мирной конференции после окончания войны, служил в послевоенной американской секции Международной мандатной комиссии.